# Ipari eklektika

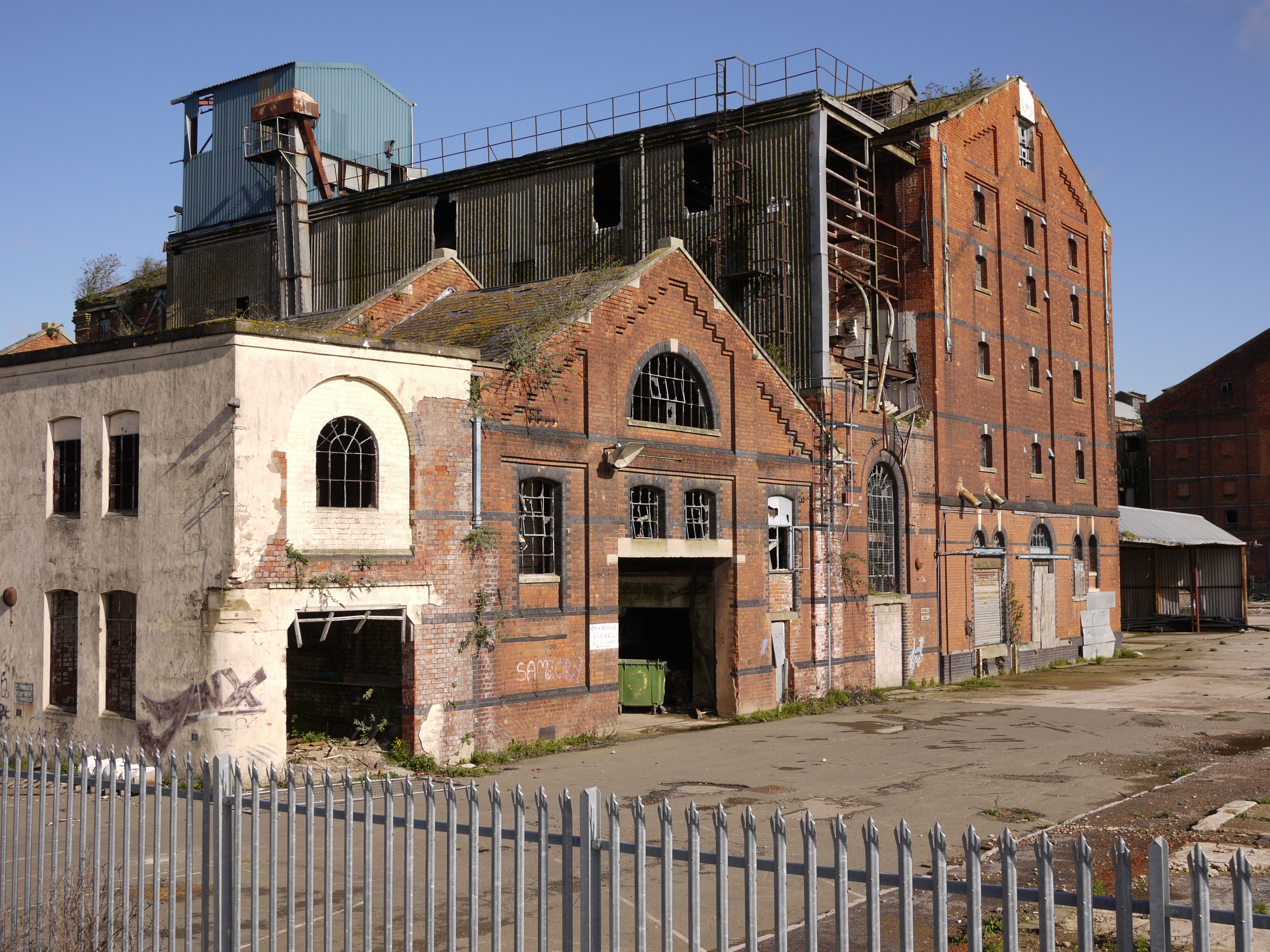
Régi malomépület, Gloucestershire, Anglia

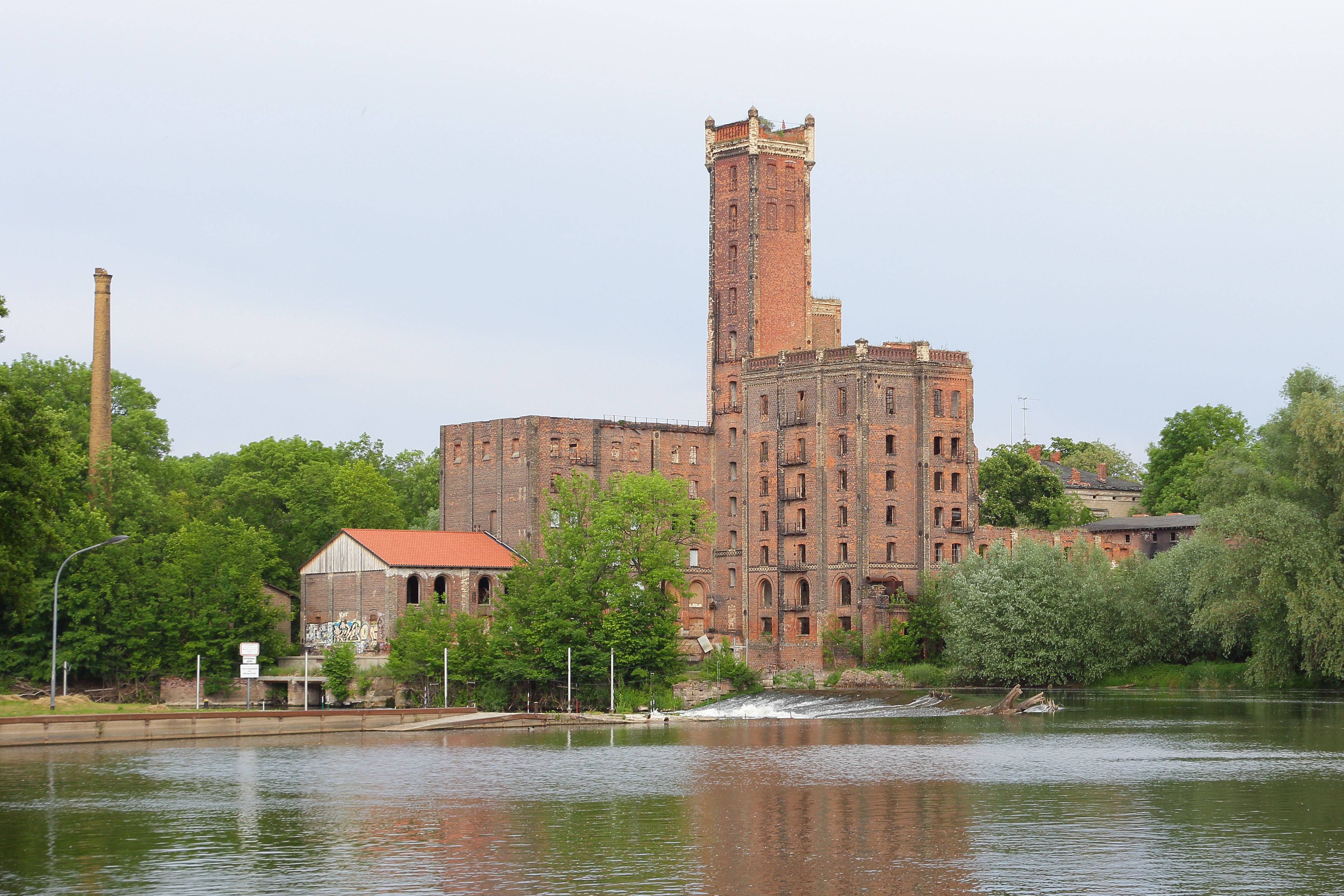
Malom, Halle, Németország

Az ipari eklektika, máshol ipari historizmus, nyerstégla romantika egy, az ipari építészetben a 19. század második felétől a 20. század elejéig jelenlévő építészeti stílus, bizonyos értelemben az historizmus egyik irányzata.

## Története, jellemzői
Az ipari forradalomtól létező nagyipari építészet korai alkotásainak vakolt, olykor nyerskő, illetve vegyes falazatot mutató formái a 19. század első felére voltak jellemzők. A legkorábbi gyárak esetében − a középületekhez hasonlóan − a kortárs klasszicista és esetleg későbarokk építészeti minták domináltak (pl. Selyemgombolyító [1780 k.], Valero selyemgyár [1839–1841].)
A század második felében a vas- és vasbeton szerkezetek megjelenésével újfajta stílusirányzat kezdett kialakulni. Ez összefüggésben volt a nagyipari fejlődés követelményeivel:
„A modern nagyipar a 19. században jött létre. Ekkor alakult ki a jellegzetes gyárépület, aminek a képéhez hozzá tartozik gyárkémény. A kémény a kazánhoz kellett, hiszen ekkor már gőzgépek hajtották a megmunkáló gépeket. A gyárépület másik jellegzetessége a nagy ablak, illetve a fűrészfog profilú »sédtető« volt, ahol a függőleges felület üvegezett volt, hogy a csarnok közepén is világos legyen. Az épületek belseje is átalakult. A termelés növekedésével, a kereskedelem fejlődésével a kisebb műhelyekből nagyobb csarnokok jöttek létre. A csarnokokban már gátolta volna a munka áttekintését a fal, ezért a tetőszerkezet súlyát oszlopok hordták. A gyorsan változó igényekhez már nehézkes lett volna kőoszlopot, téglaboltozatot használni az egybefüggő térképzéshez inkább fa, vagy vas oszlopos-gerendás szerkezeteket építettek.”
Az új ipari építészetre az előbbiek mellett az építészet egyéb ágaiban jelenlévő romantikus, később az eklektikus stílus hatása is megfigyelhető volt. A korai favázas nyerstégla kitöltő falas ipari épületek hatására gazdaságossági okokból elterjedtek a nyerstégla felületek. Az új stílus az 1860-as, 1870-es évektől létezett, és évtizedeken át együtt élt a „normál” eklektikus építészettel. Előképét az északnémet téglagótikus építészetben lehet keresni.
Az ipari eklektika jellemzője − más stílusokkal összehasonlítva − a leegyszerűsítés, azonban ez nem a mai formában értendő: az ipari épületek is tartalmaznak bizonyos mennyiségű díszítést, történelmi formákat (párkányok, boltívek, fülkék, attikák, bástyára emlékeztető tetőfelépítmények, ritkán épületkerámia és idomtégla díszítőelem). Egyéb jellemzők olykor: szegmensíves ablakok, a lizénák (falsávok), az egyszerű tagozatok, változatos tetőforma (magas- vagy lapostető, szükség szerint felülvilágítókkal).
Ugyanakkor nagy hangsúlyt kap a modern építészetre később jellemző szerkezet-kiemelés (támasztó-támasztott szerkezetek, áthidalások hangsúlyozása, a födém vonalának osztópárkányként való megjelenése a külső homlokzaton).
Az ipari eklektikus stílust előszeretettel alkalmazták a szűkebben vett ipari építészet mellett a vasútállomások és kocsiszínek esetében, de épültek nyerstégla burkolatú nagyobb középületek is (pl. [gótikus] templomok, kórházak, iskolák).

## Budapest térképre vetítve
- https://www.google.com/maps/d/edit?hl=hu&mid=1-YkWomvq3oy8SzI_67TG_H_lO_8QTCY&ll=47.48910955838594%2C19.056897510182992&z=13

## Magyarországi példák
Az ipari eklektikus meghatározó volt a 19. század második felében a magyarországi építészetben is. Számos ilyen stílust követő gyár épült fel Magyarországon, többek között Budapesten is:

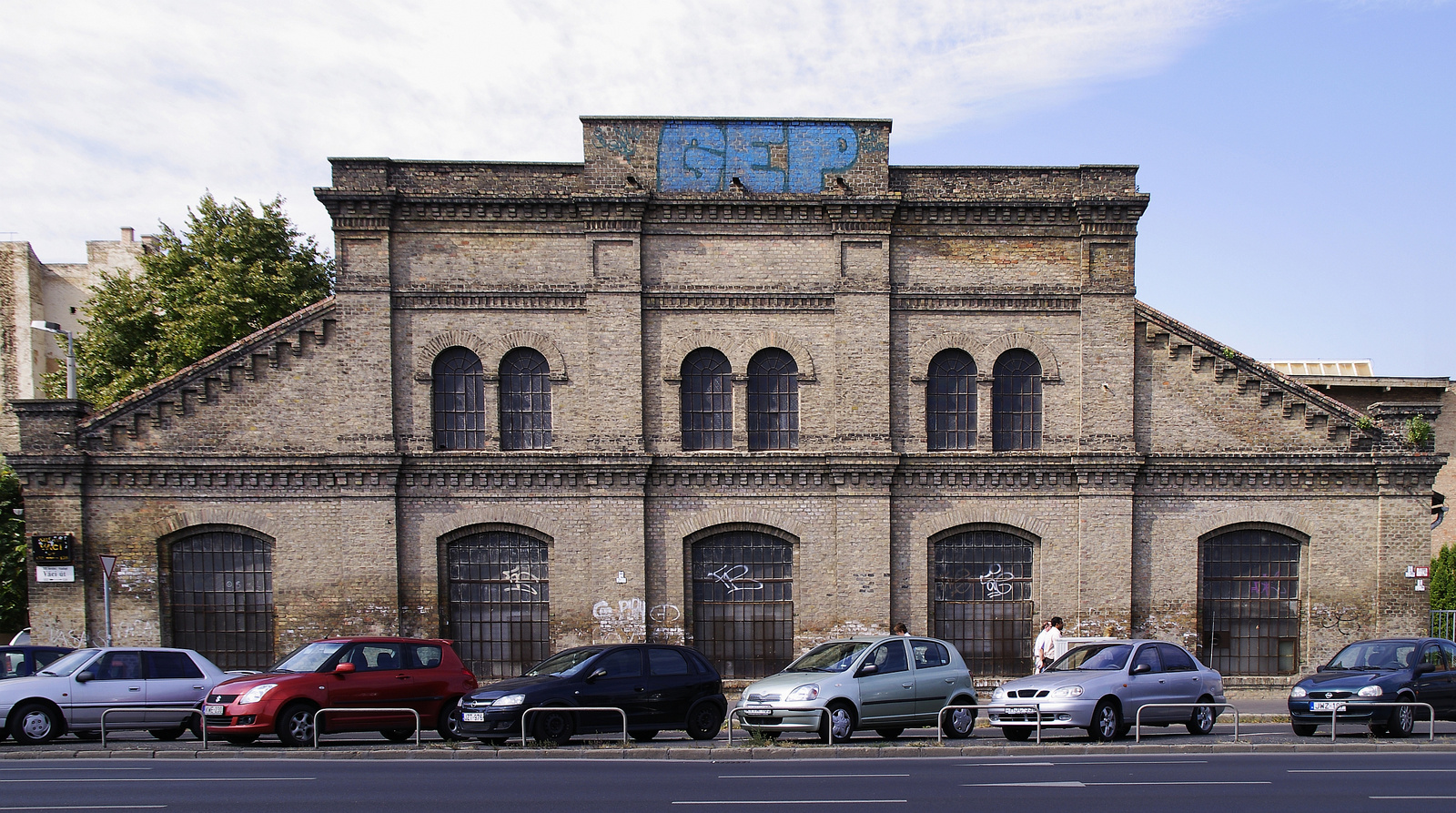
Kazánszerelő-műhely, Láng gépgyár, Budapest
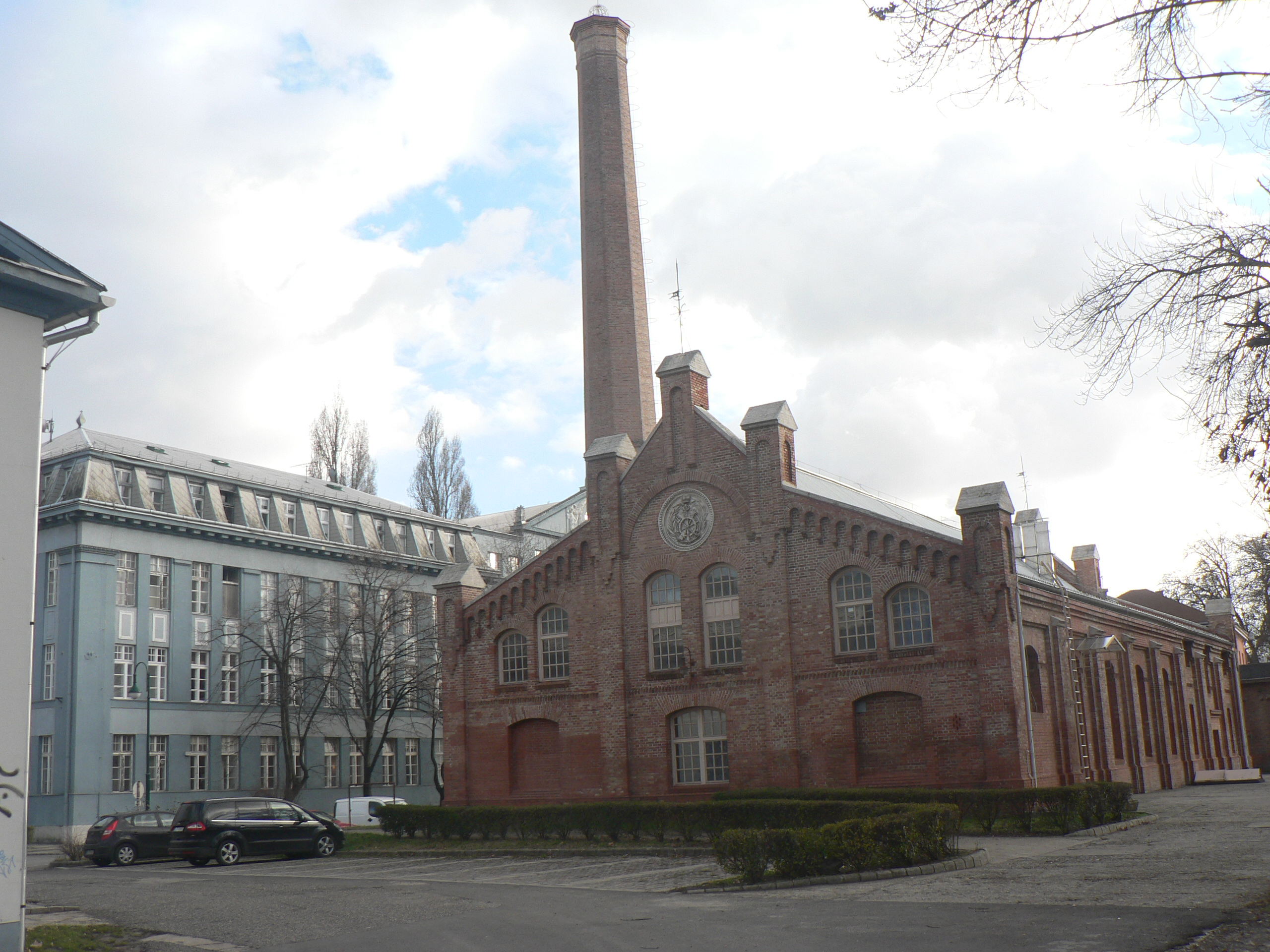
Óbudai hajógyár, Központi Kazánház
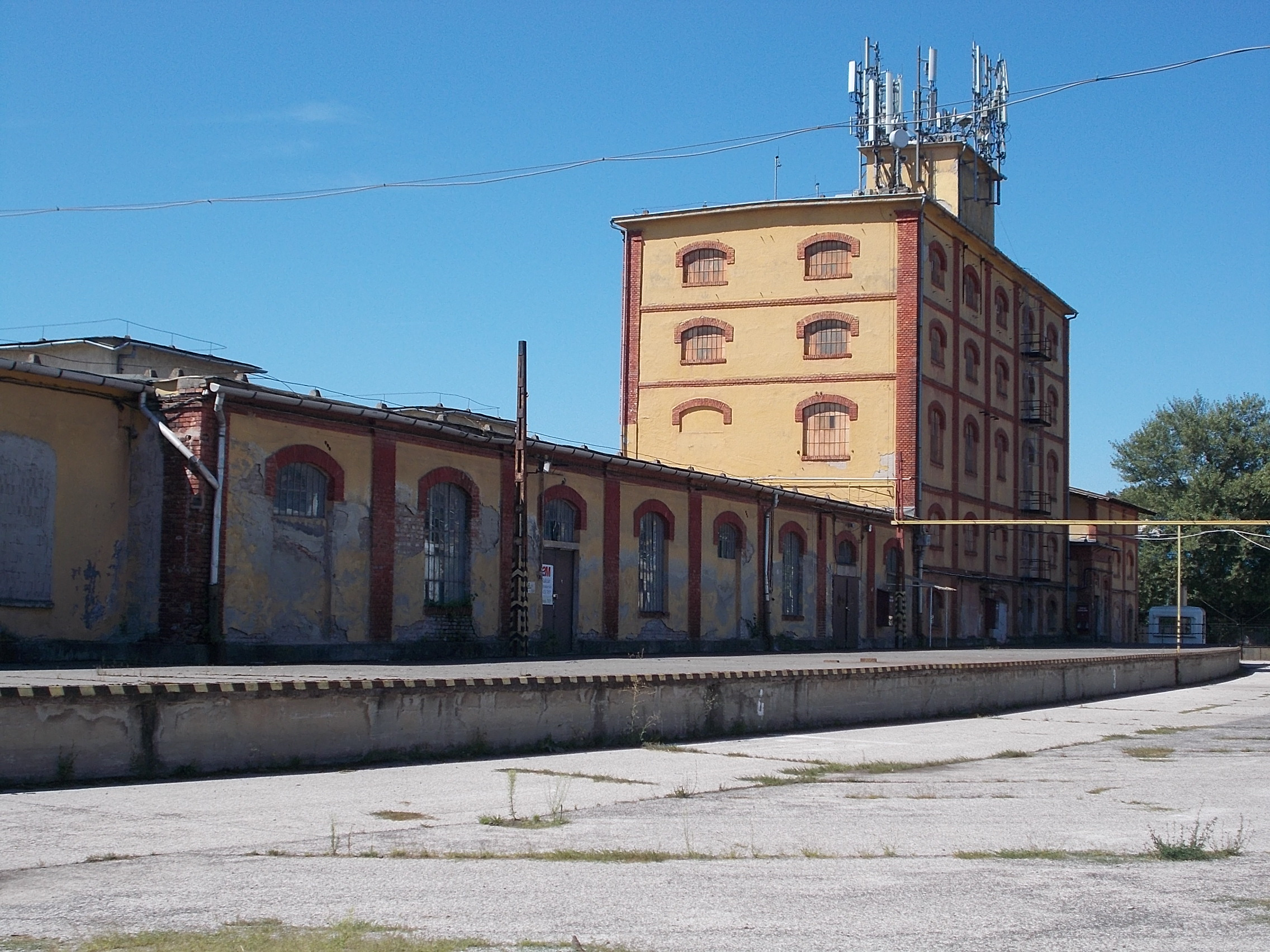
Csillaghegyi Palagyár
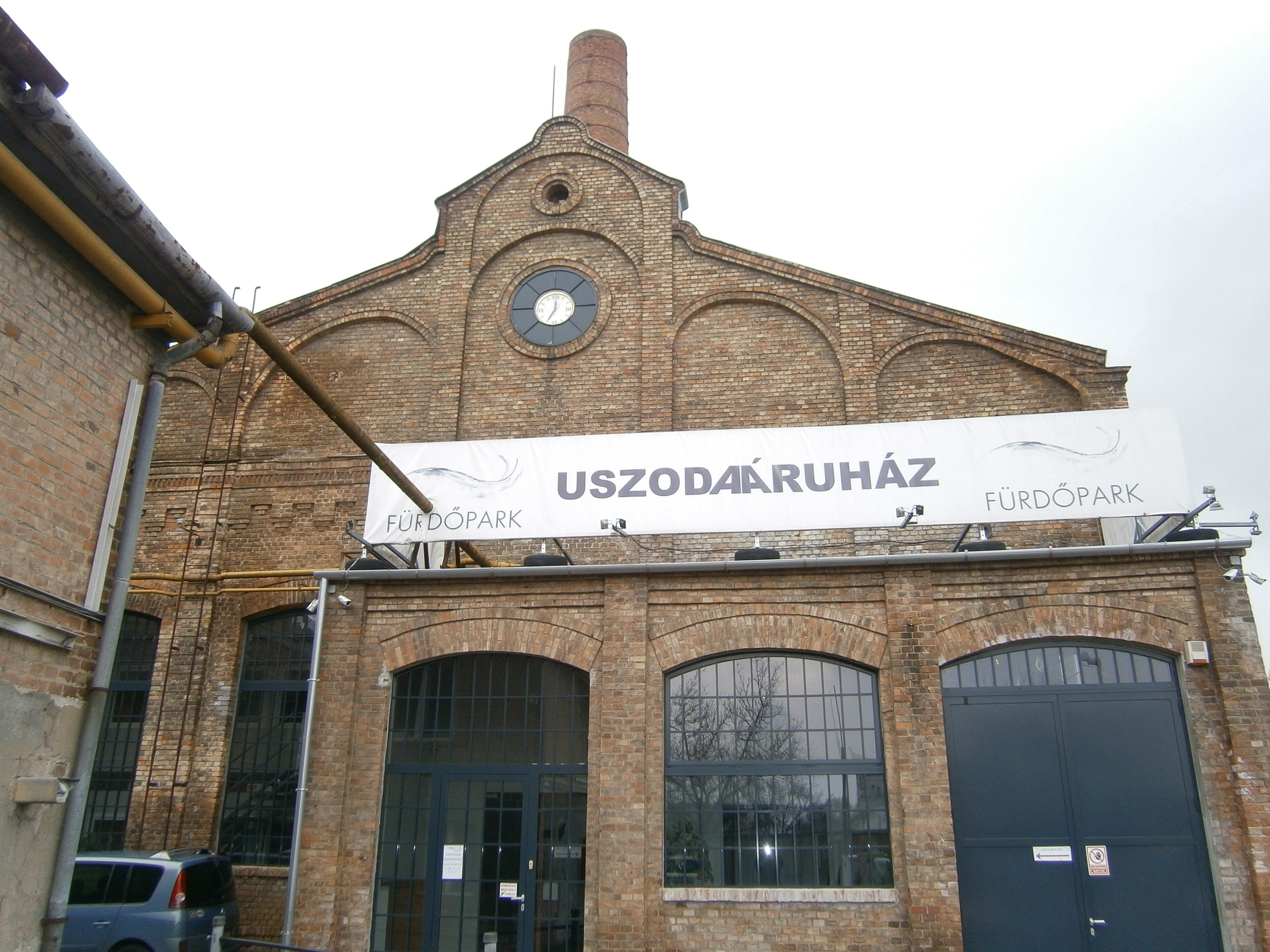
Budapesti Harisnyagyár
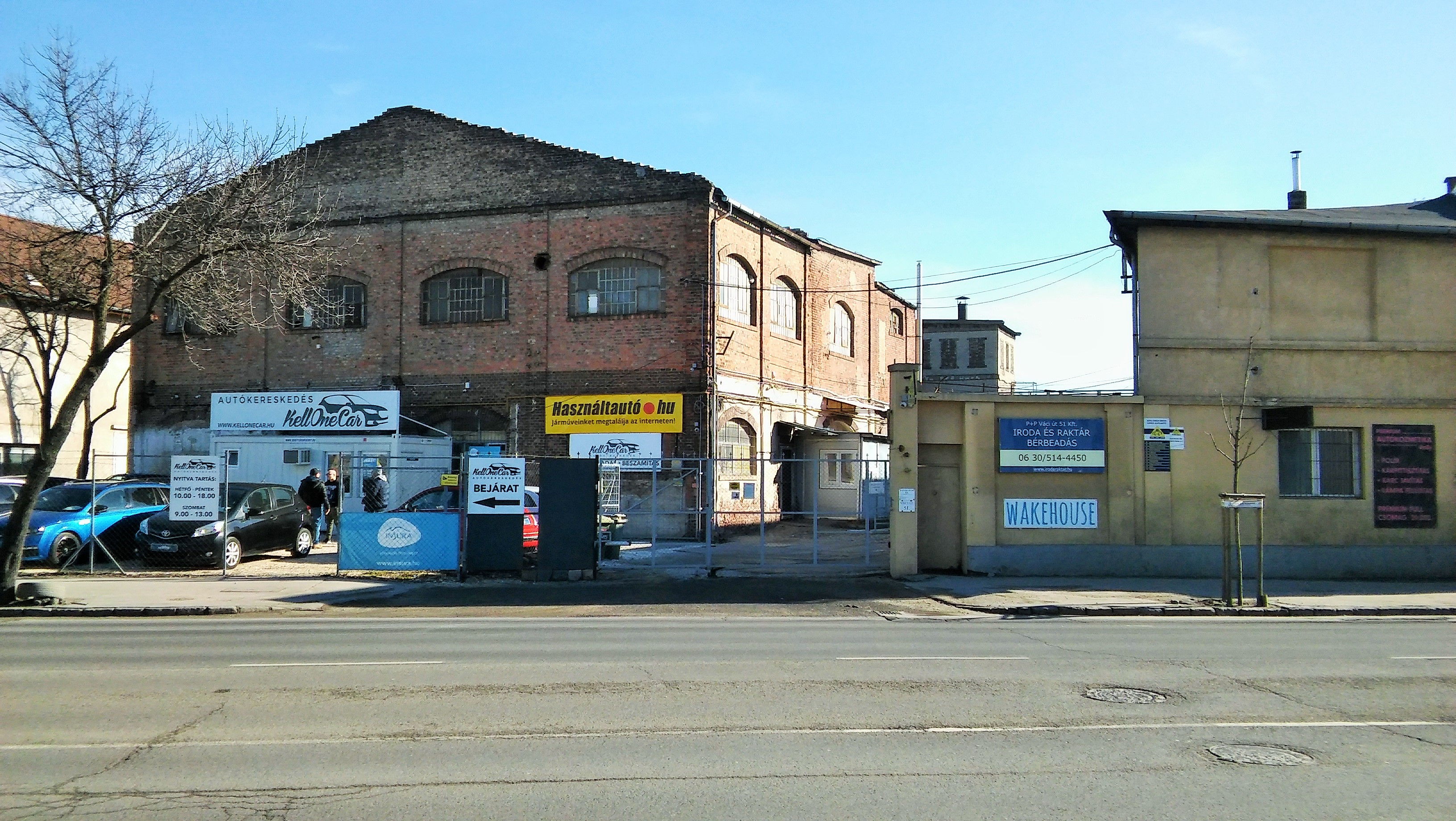
Anker Művek
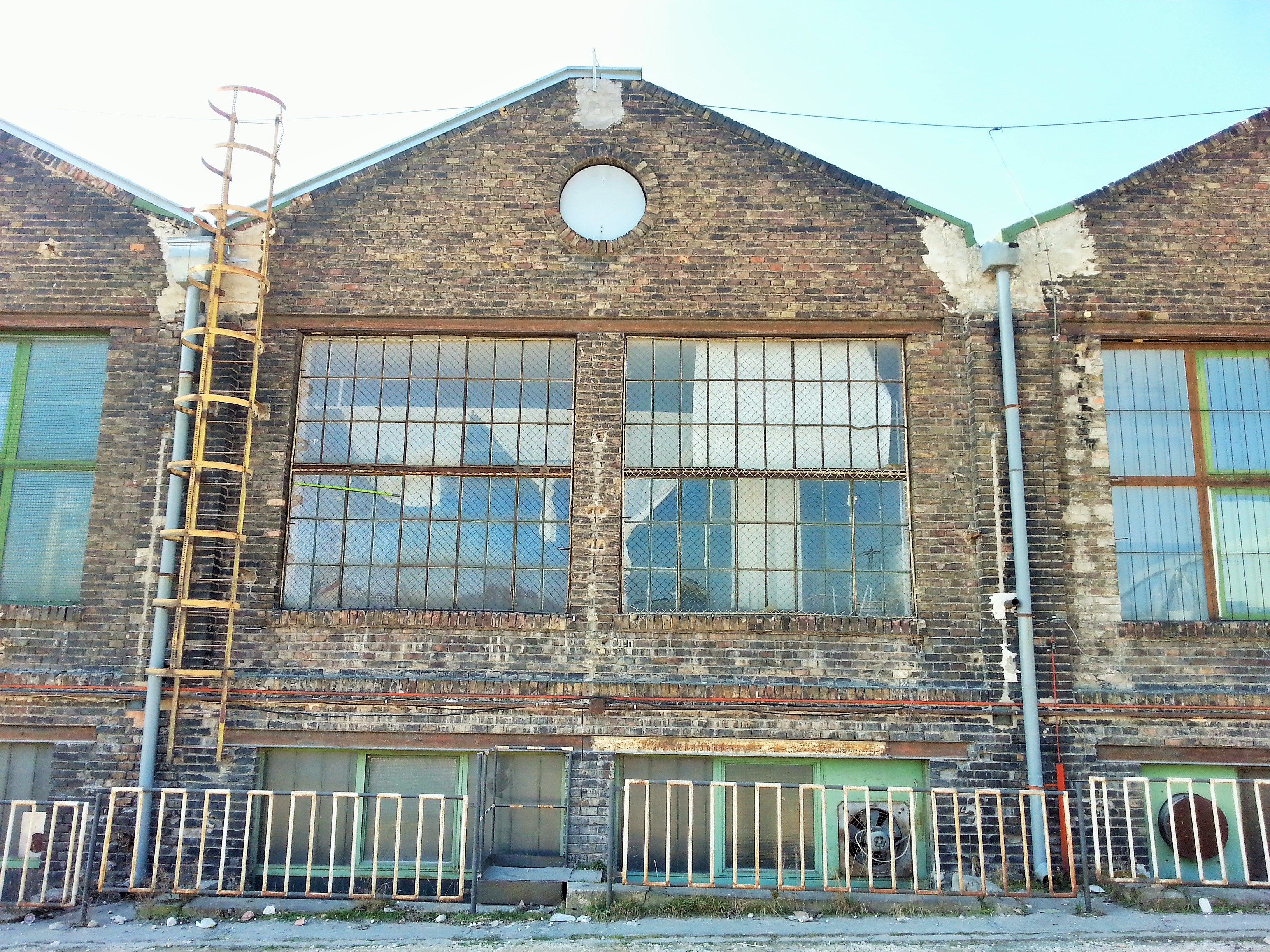
Taurus Gumiipari Vállalat
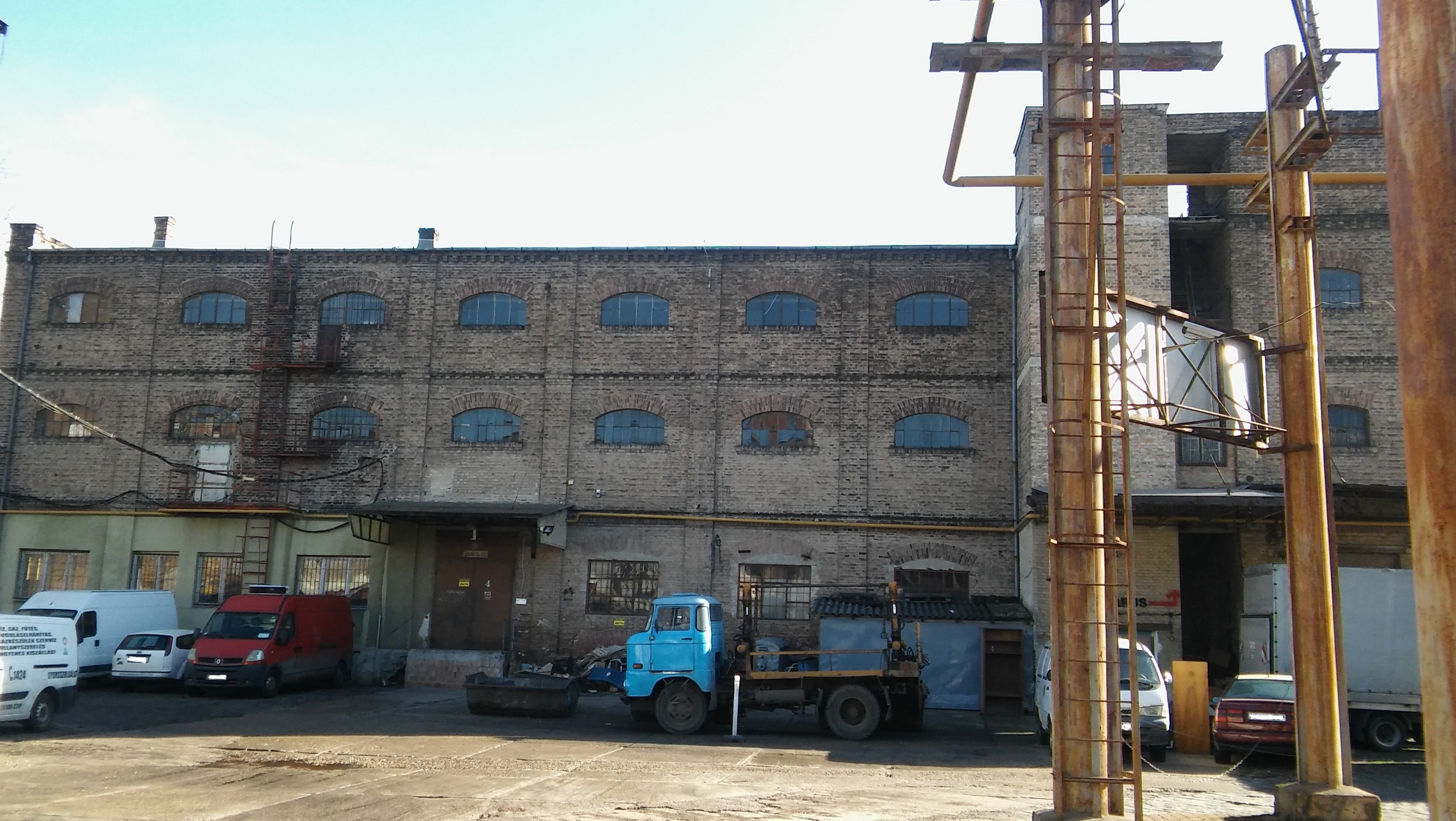
Újpesti Bőrgyár
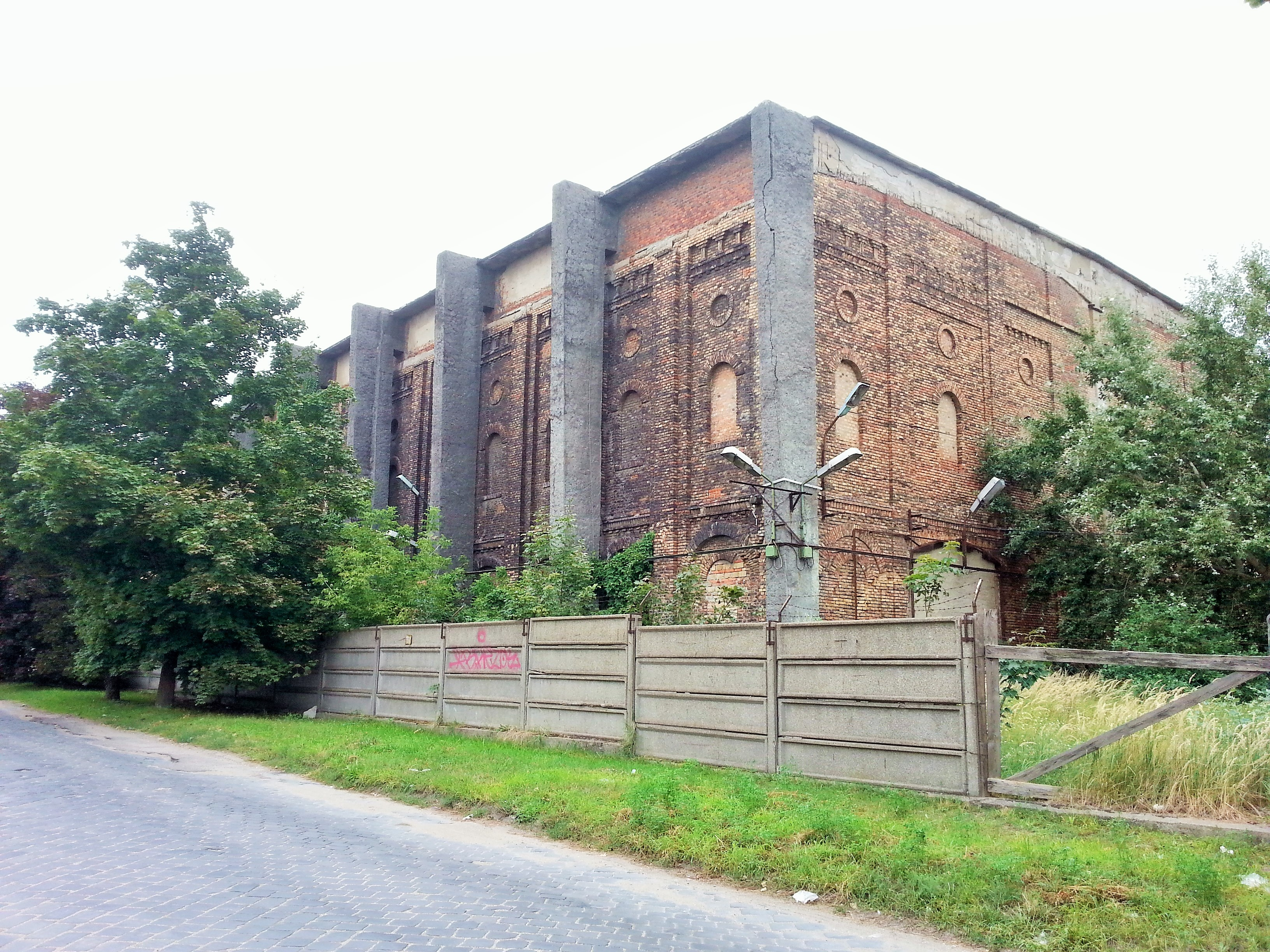
Budapesti Kénsavgyár
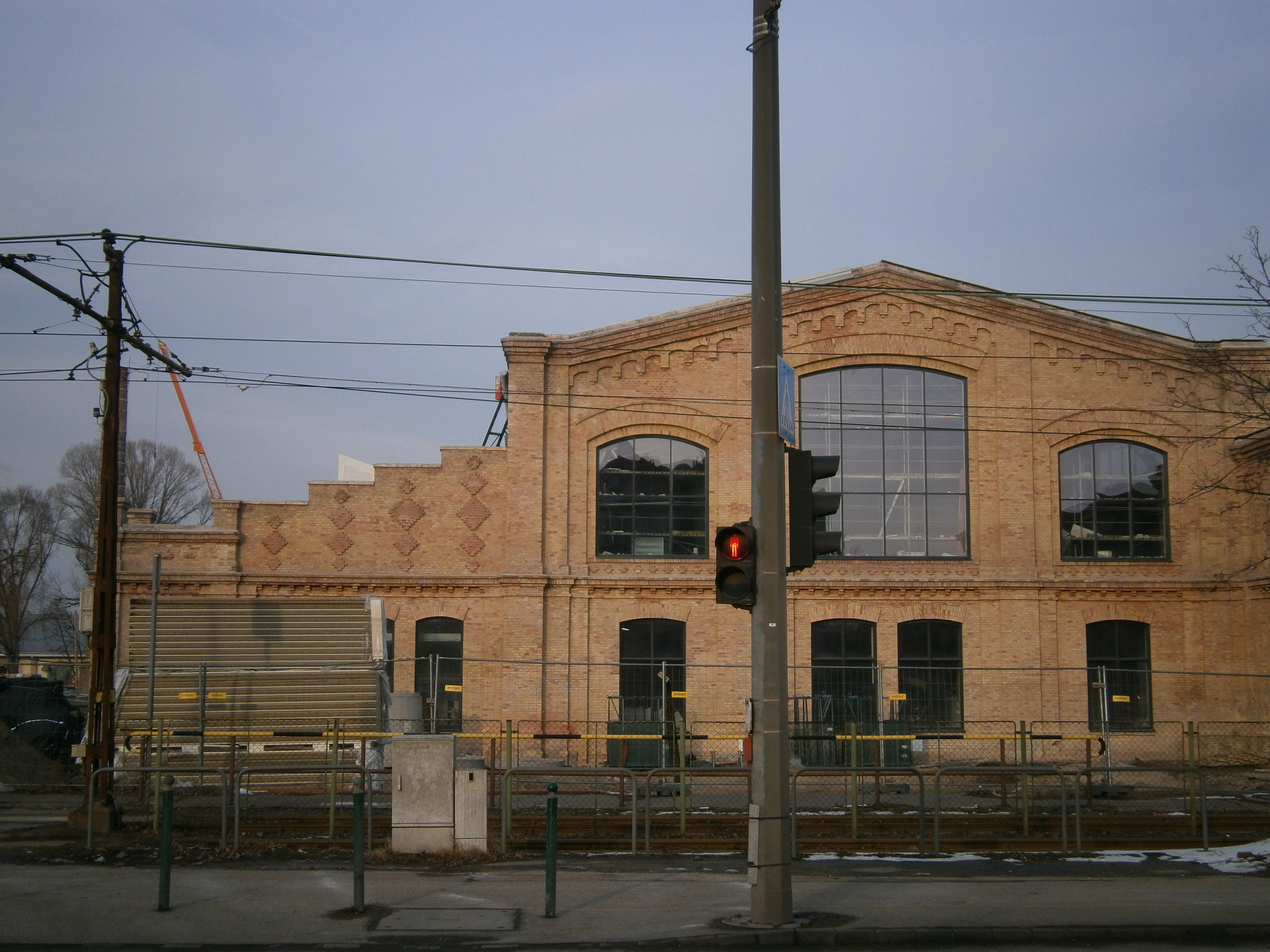
Északi Járműjavító
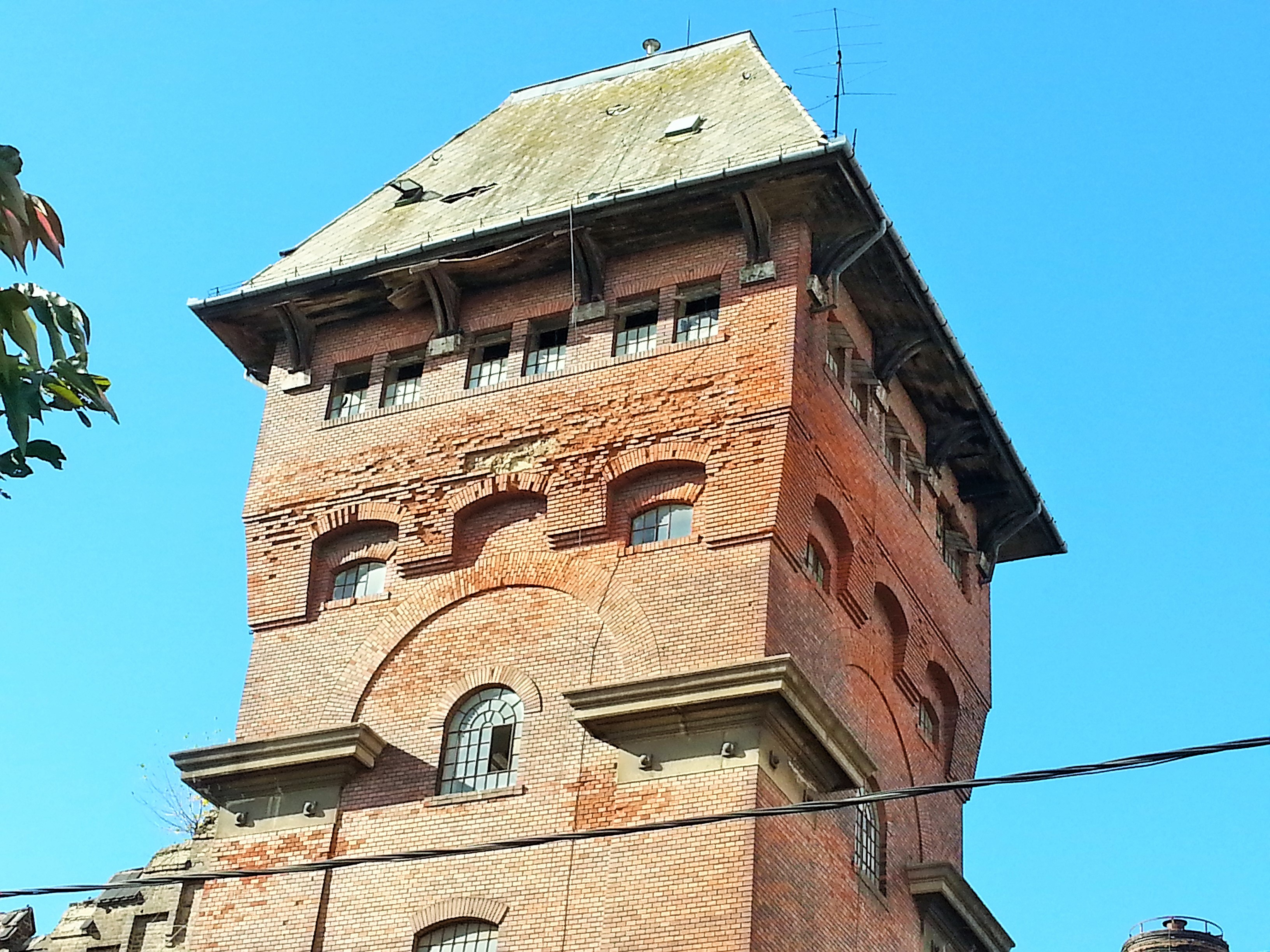
Globus Konzervgyár
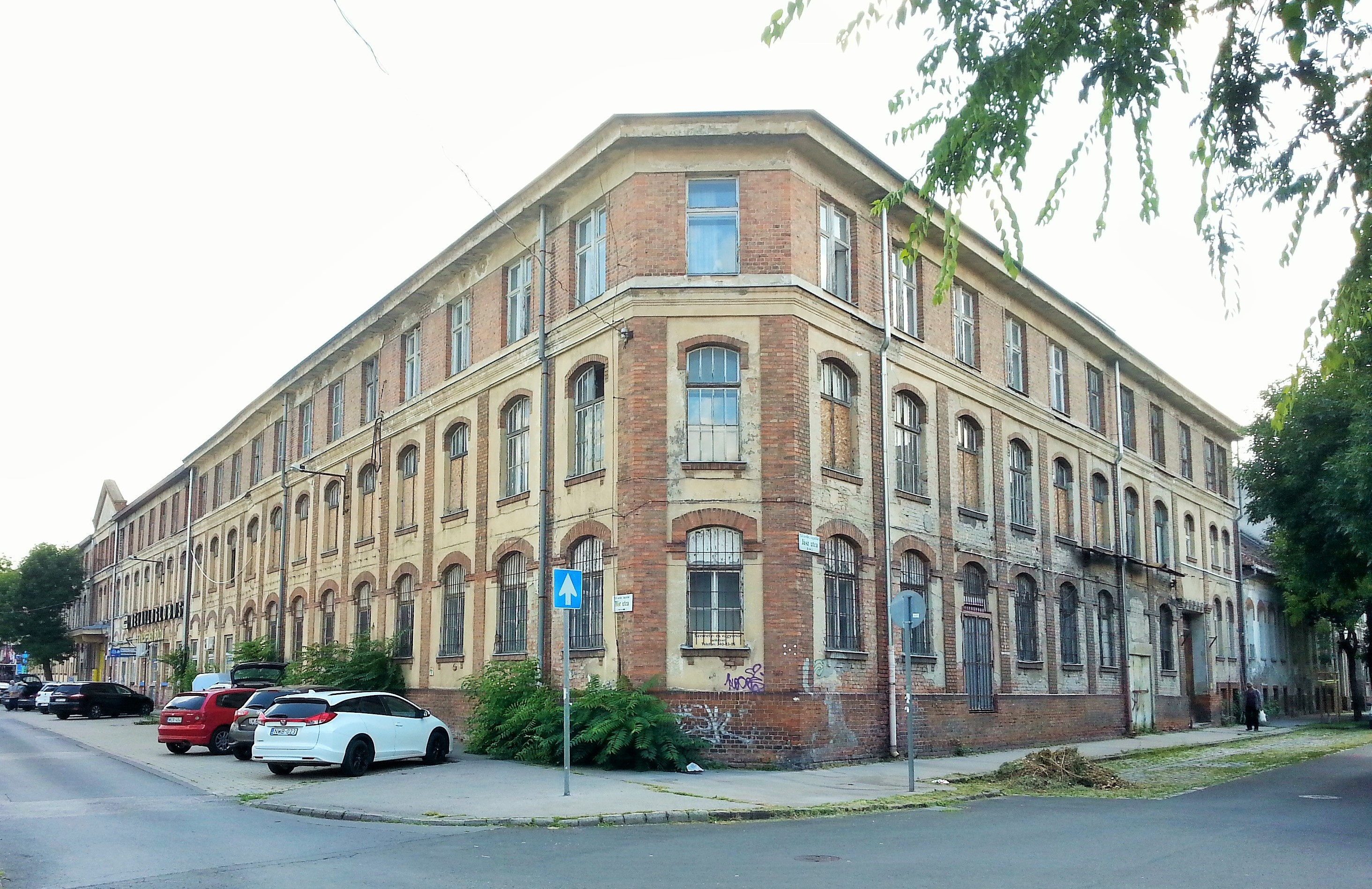
Metalloglobus
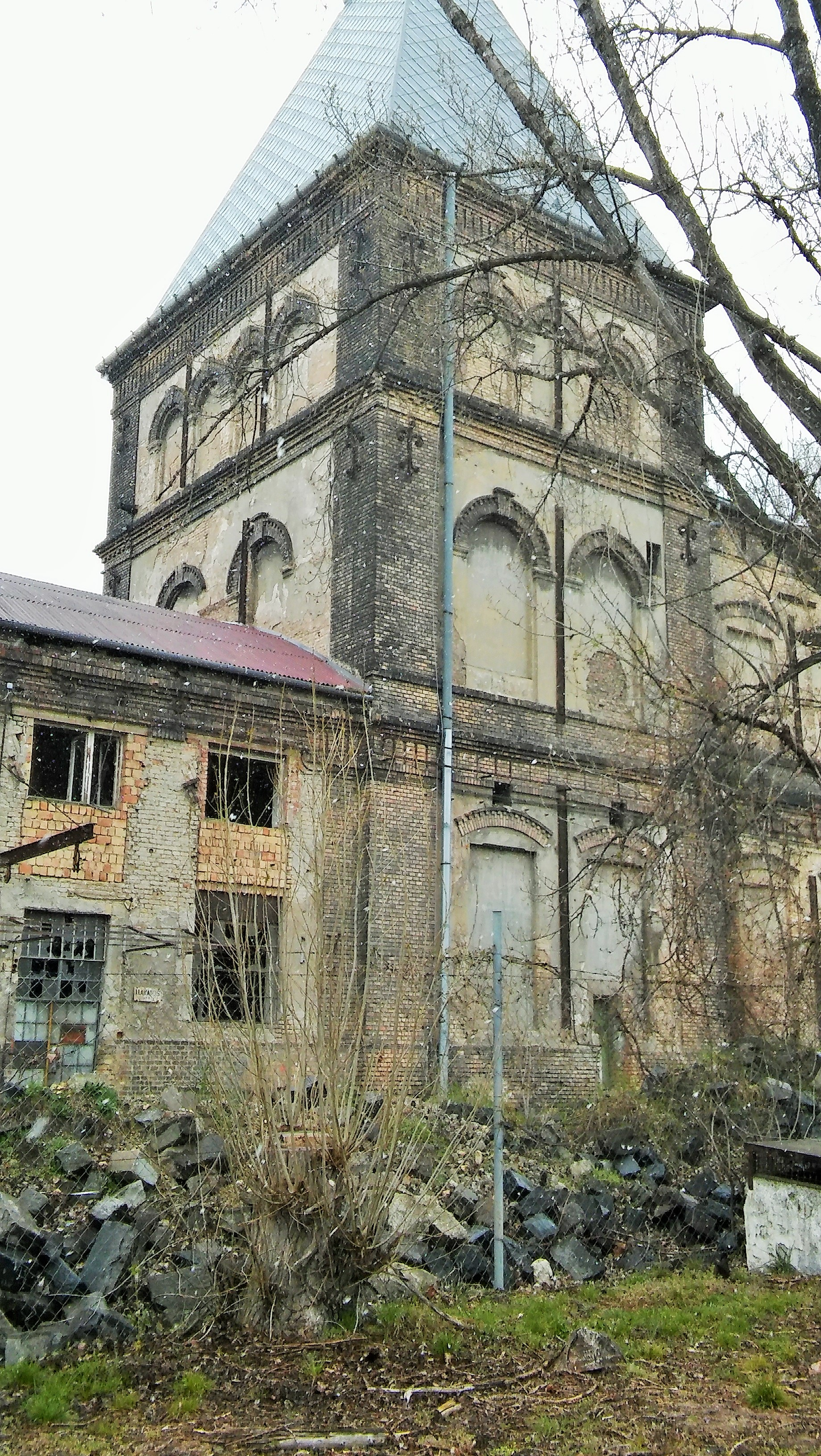
Dreher Sörgyárak
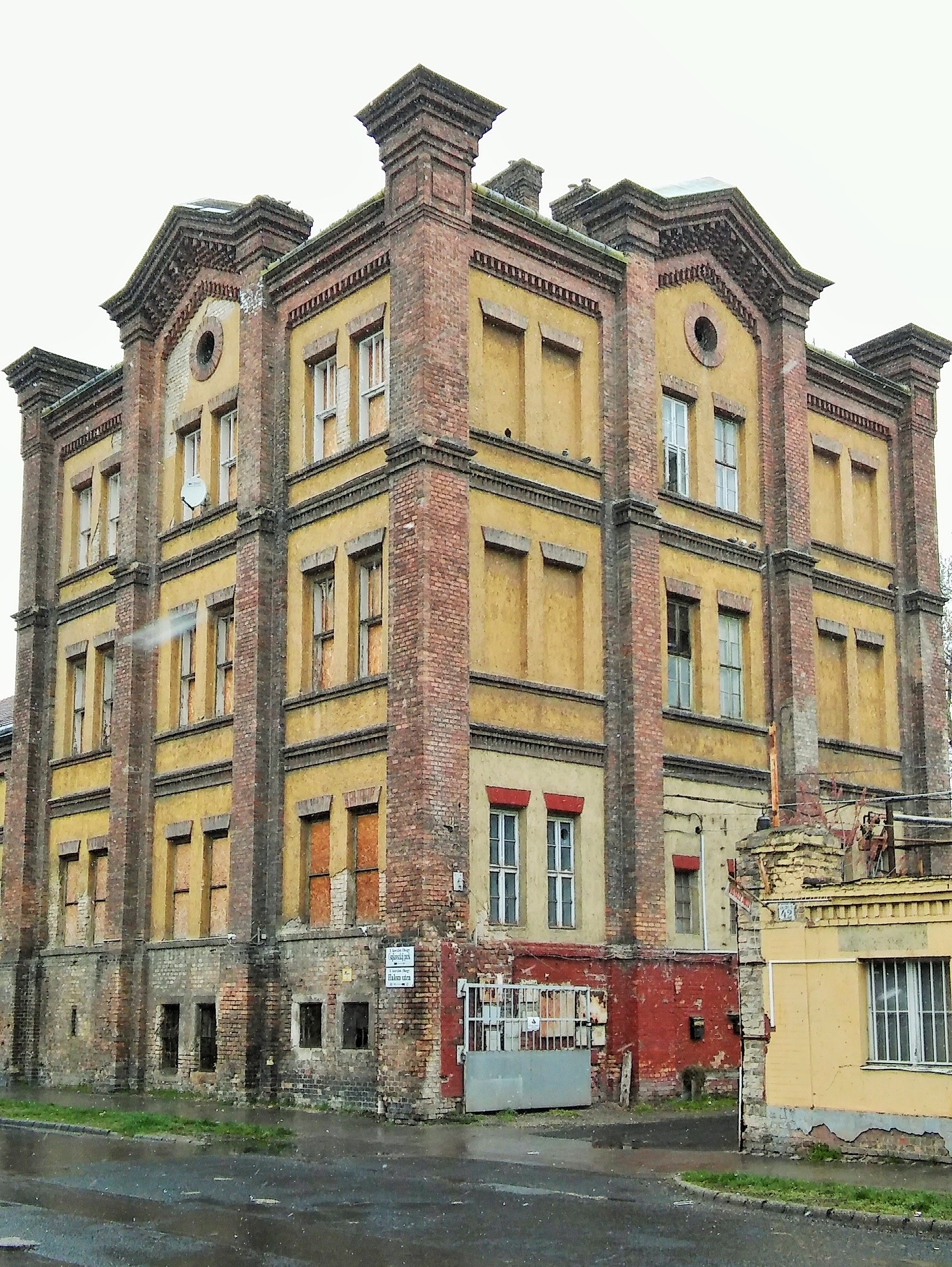
Tisztviselői lakóház, Dreher Sörgyárak
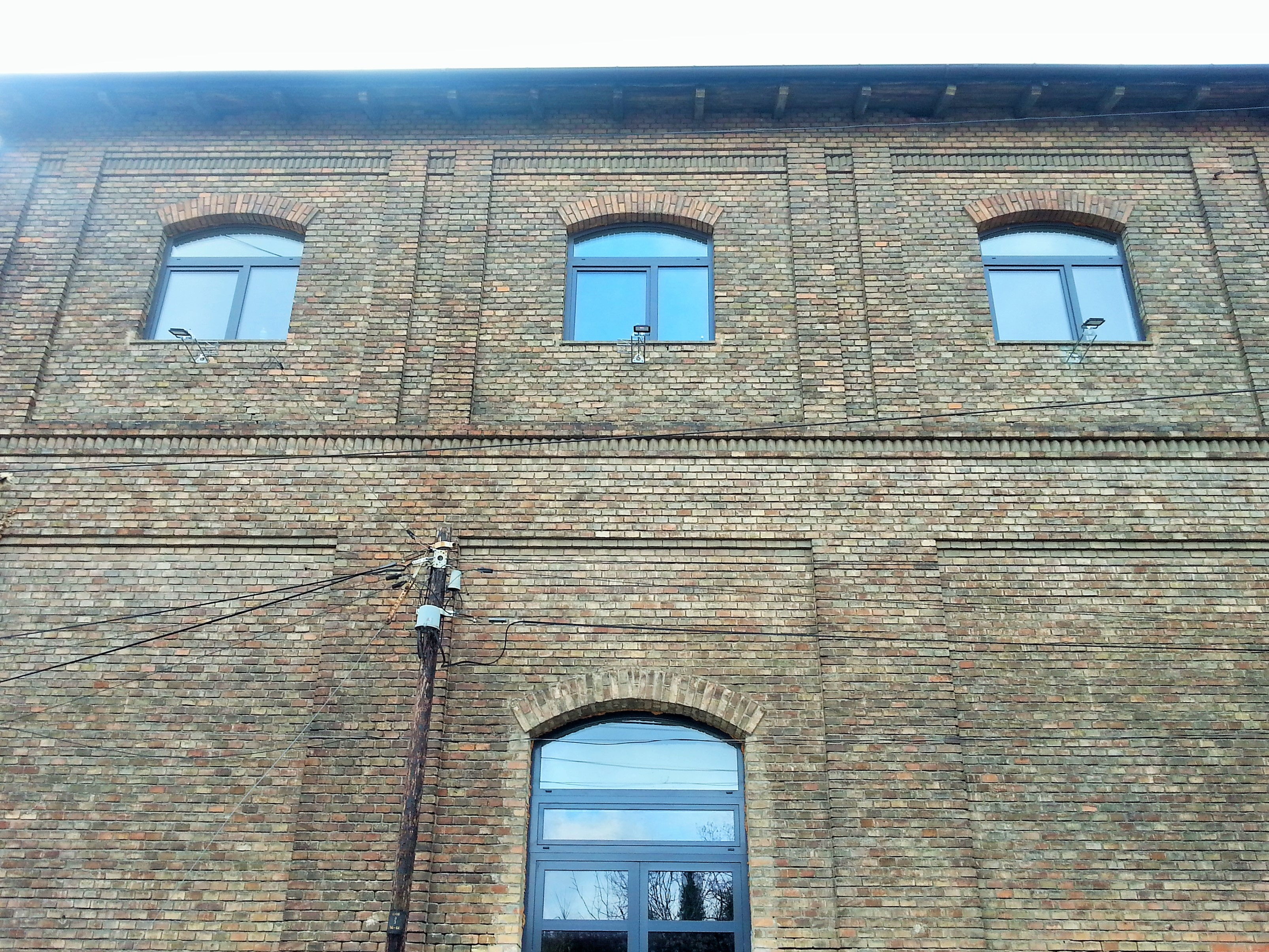
Haggenmacher Sörgyárak
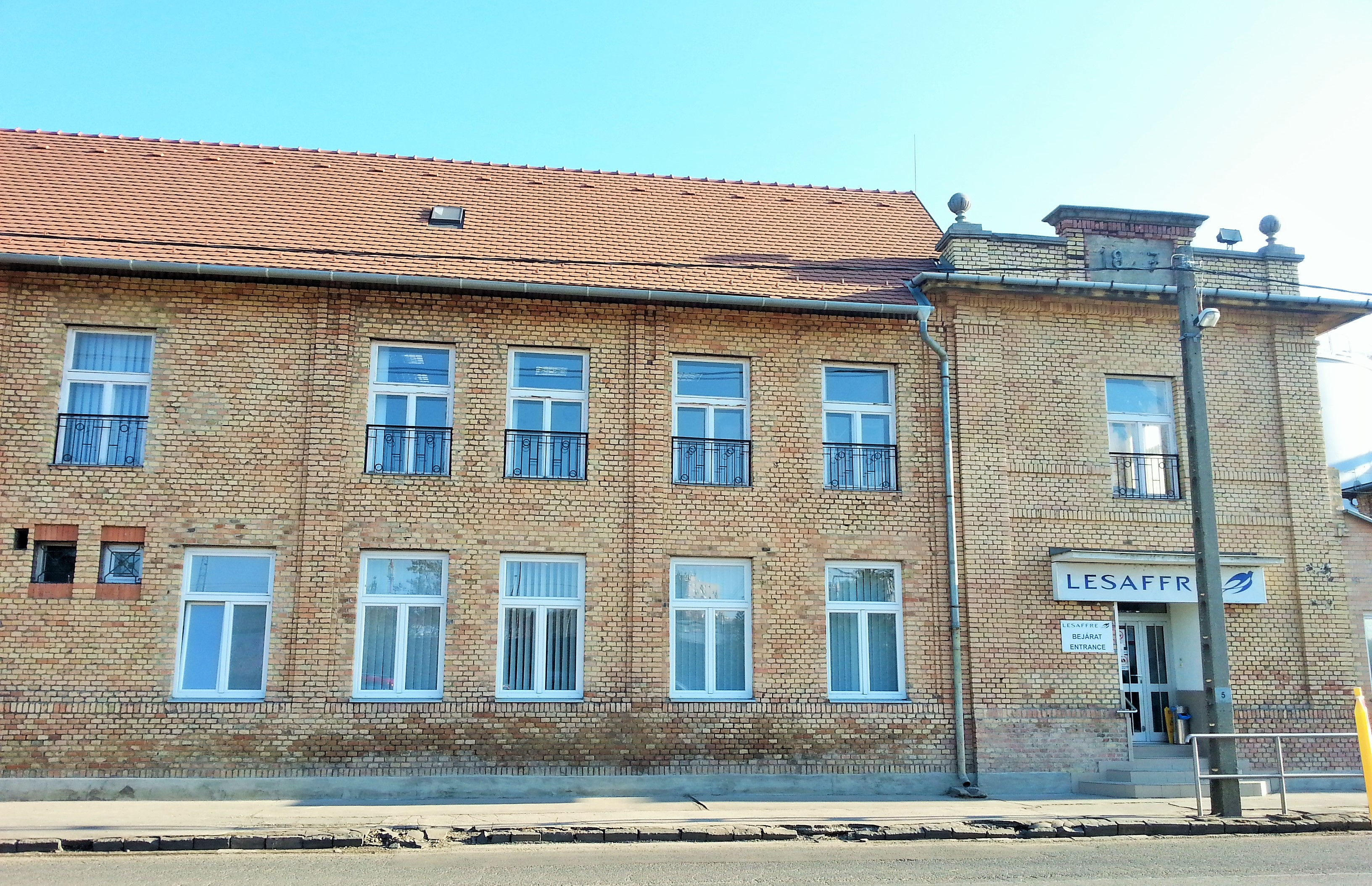
Budafoki Élesztő és Szeszgyár
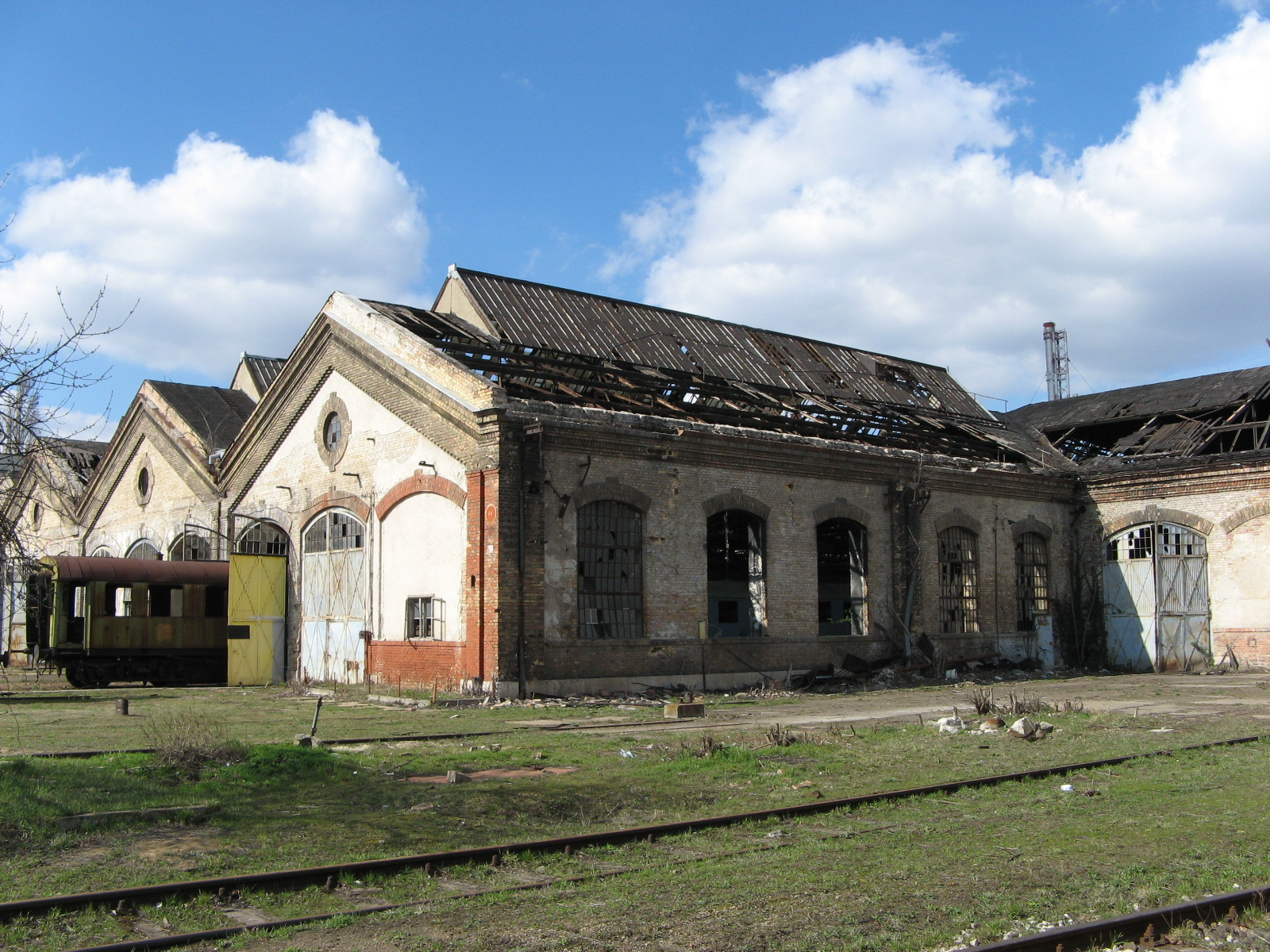
Istvántelki Főműhely
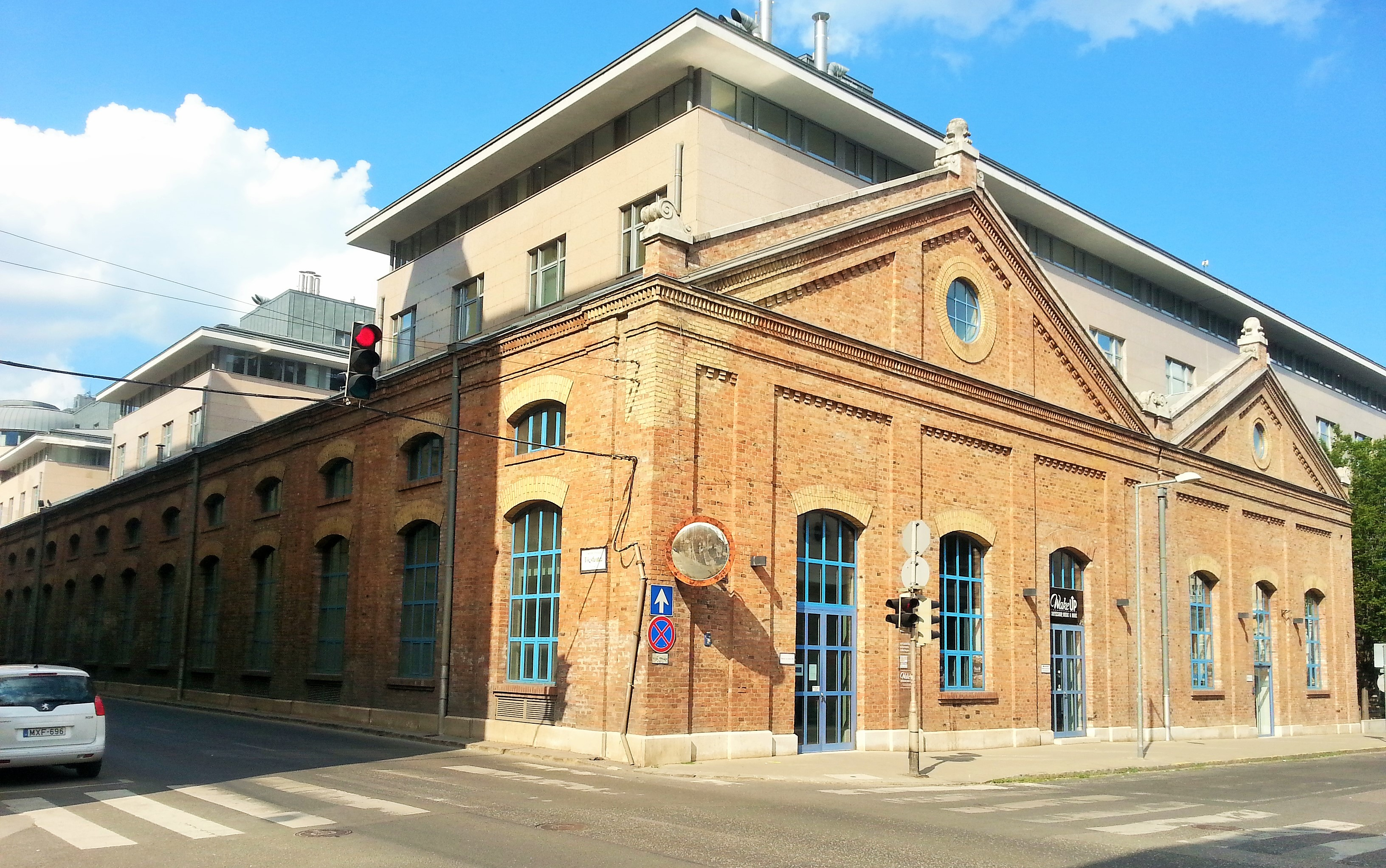
Pálffy utcai forgalmi telep
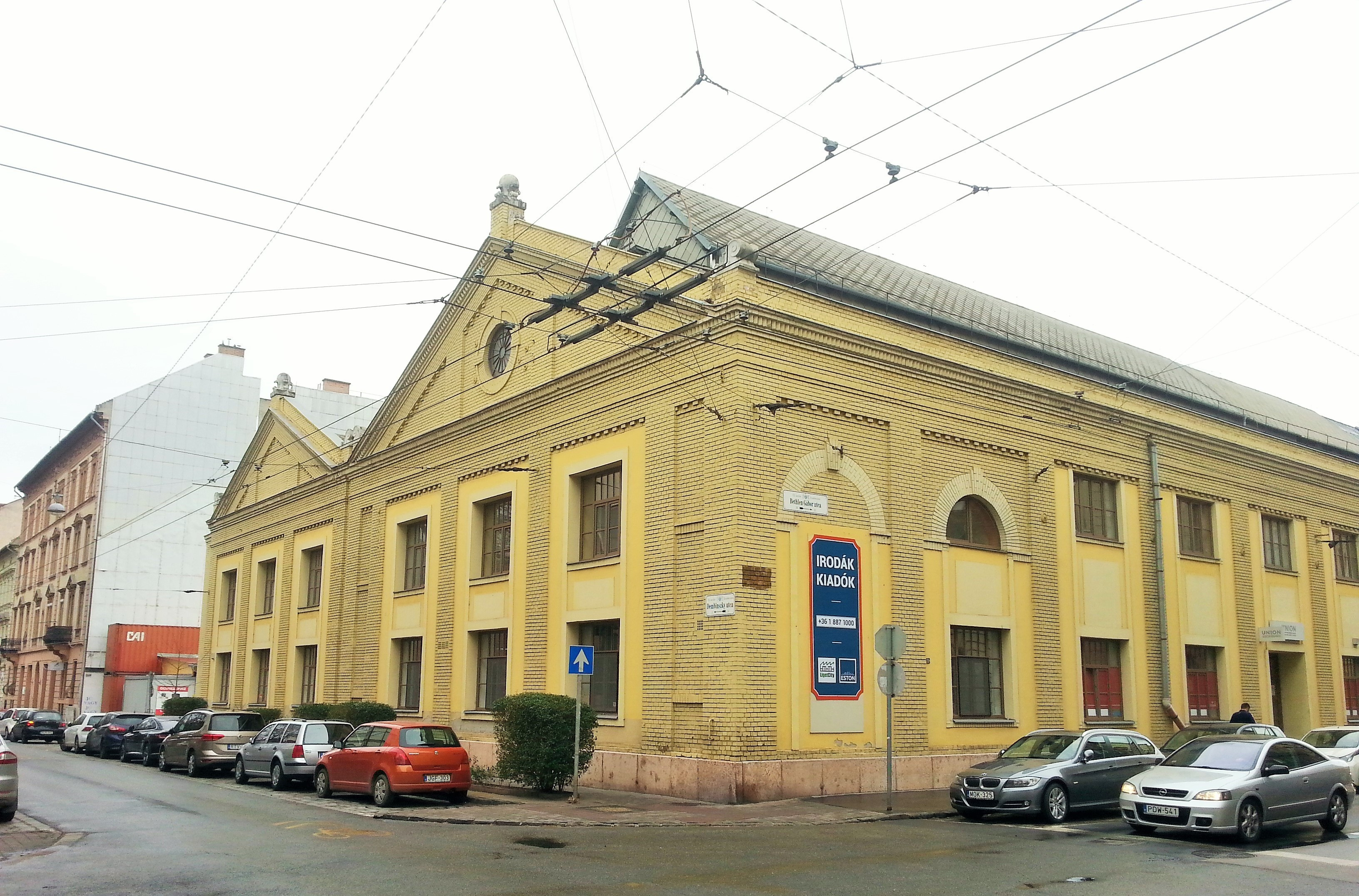
Damjanich utcai forgalmi telep
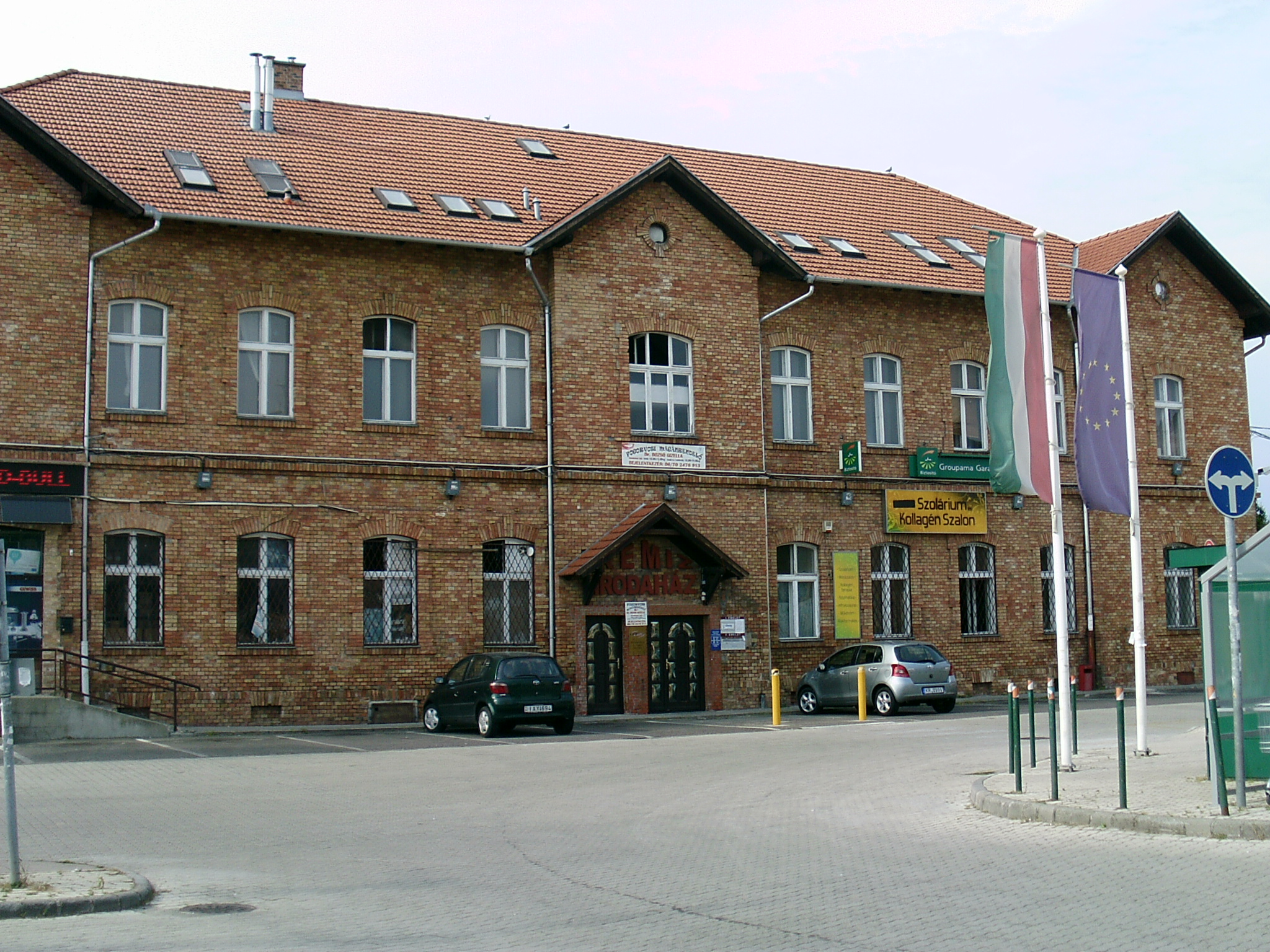
Kispest kocsiszín
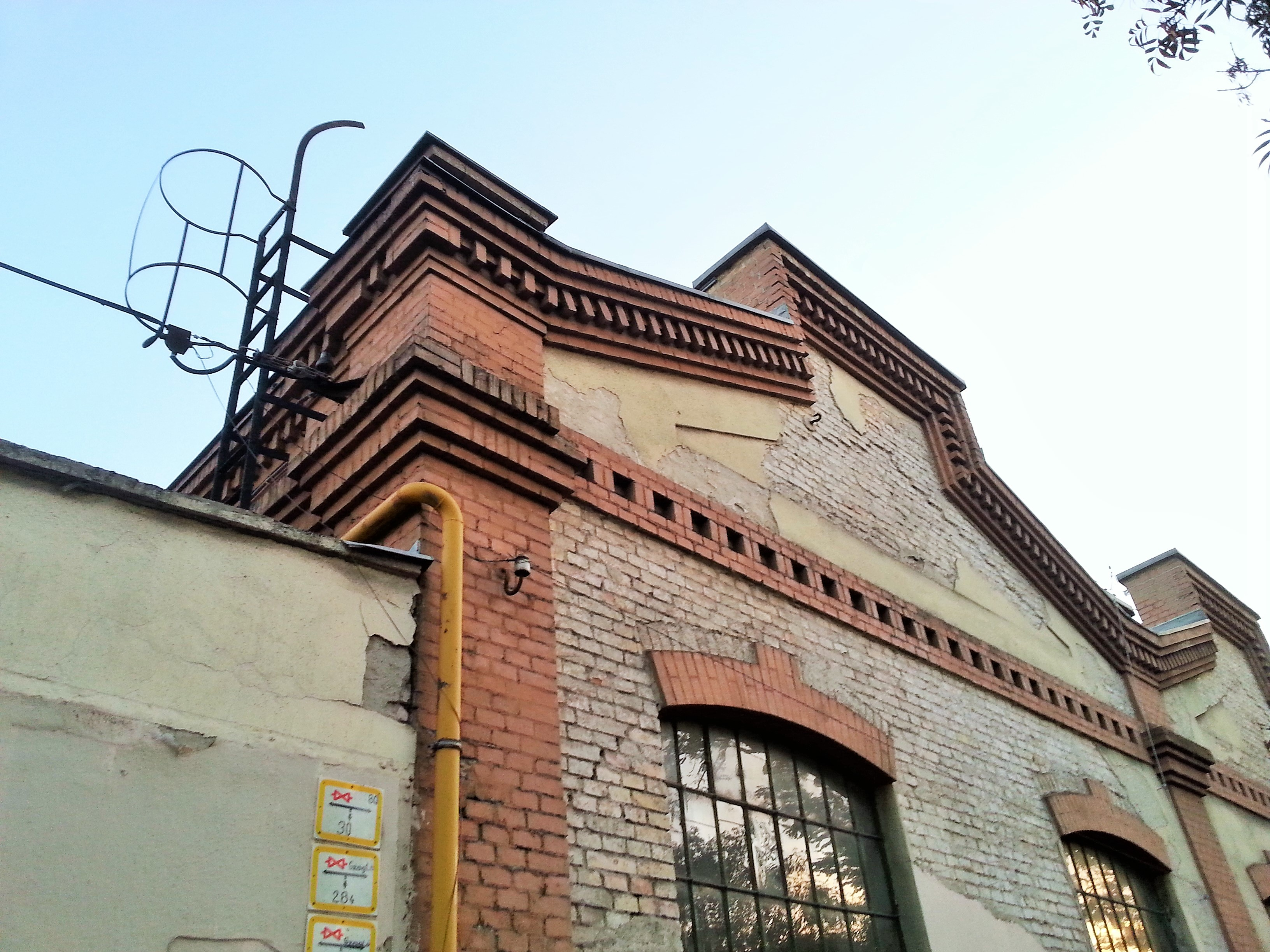
Ferencváros kocsiszín
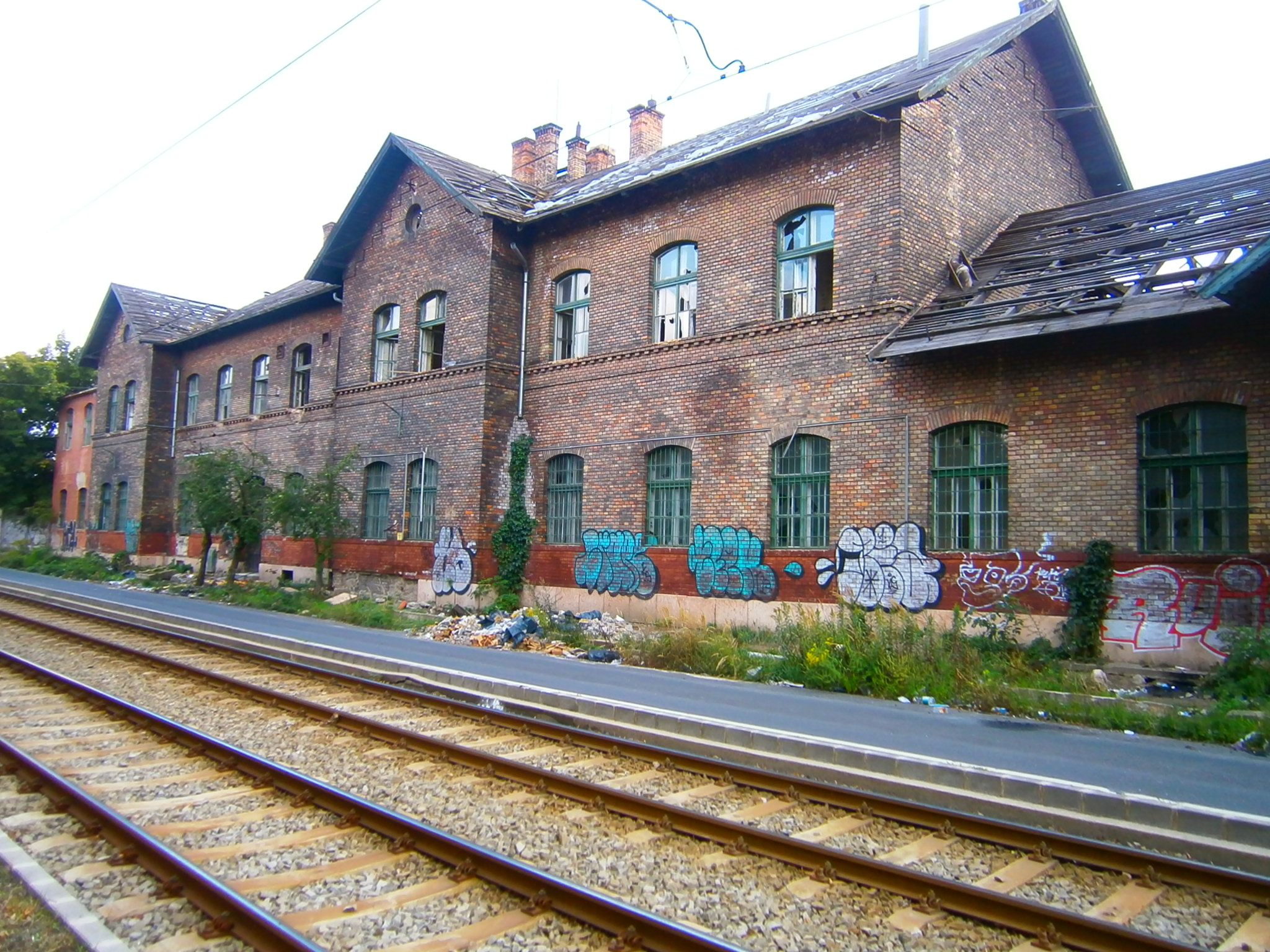
MÁV Anyagvizsgáló Intézet
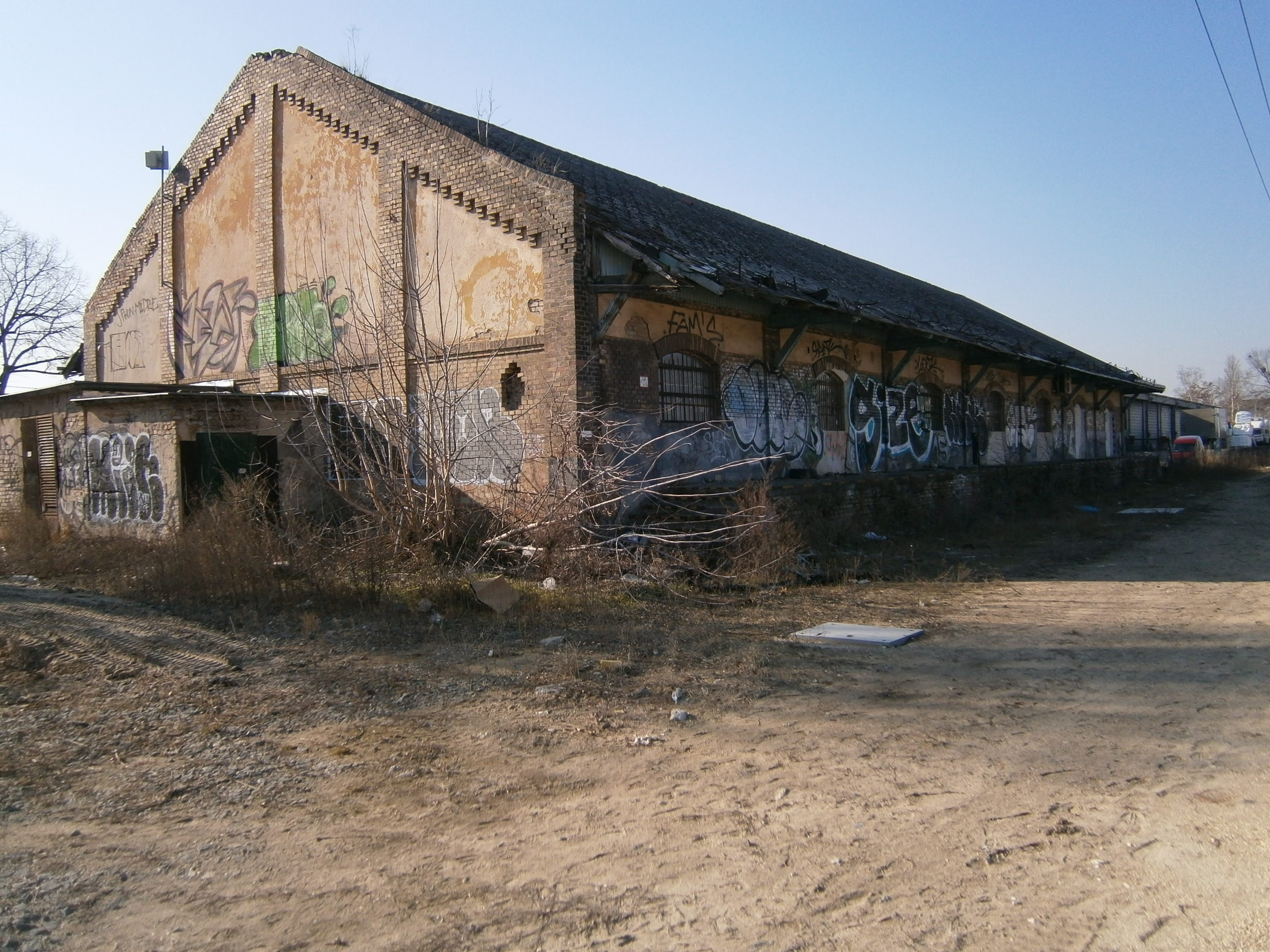
Angyalföld vasútállomás raktárépület
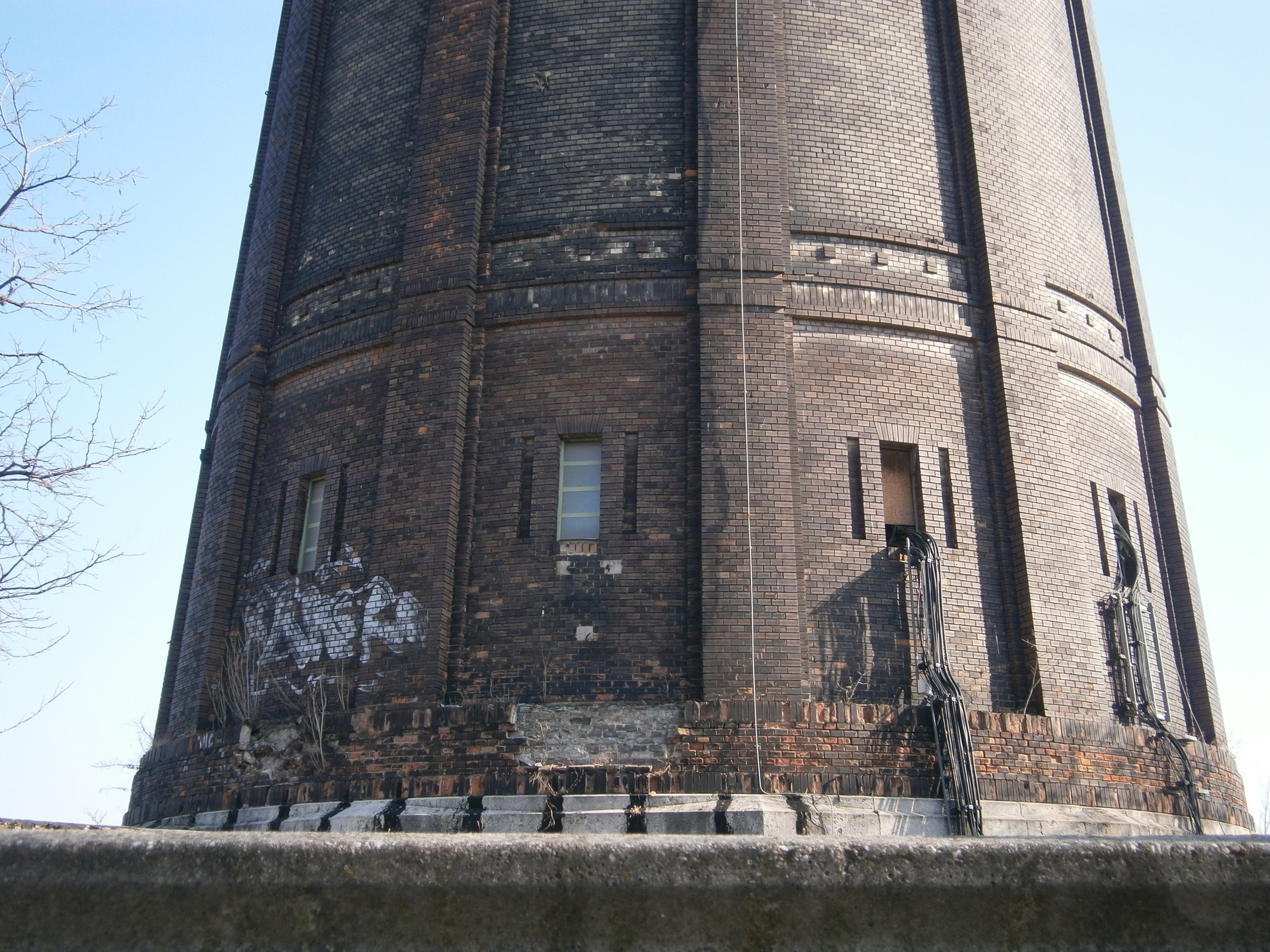
Tatai úti víztorony

## Utóélete

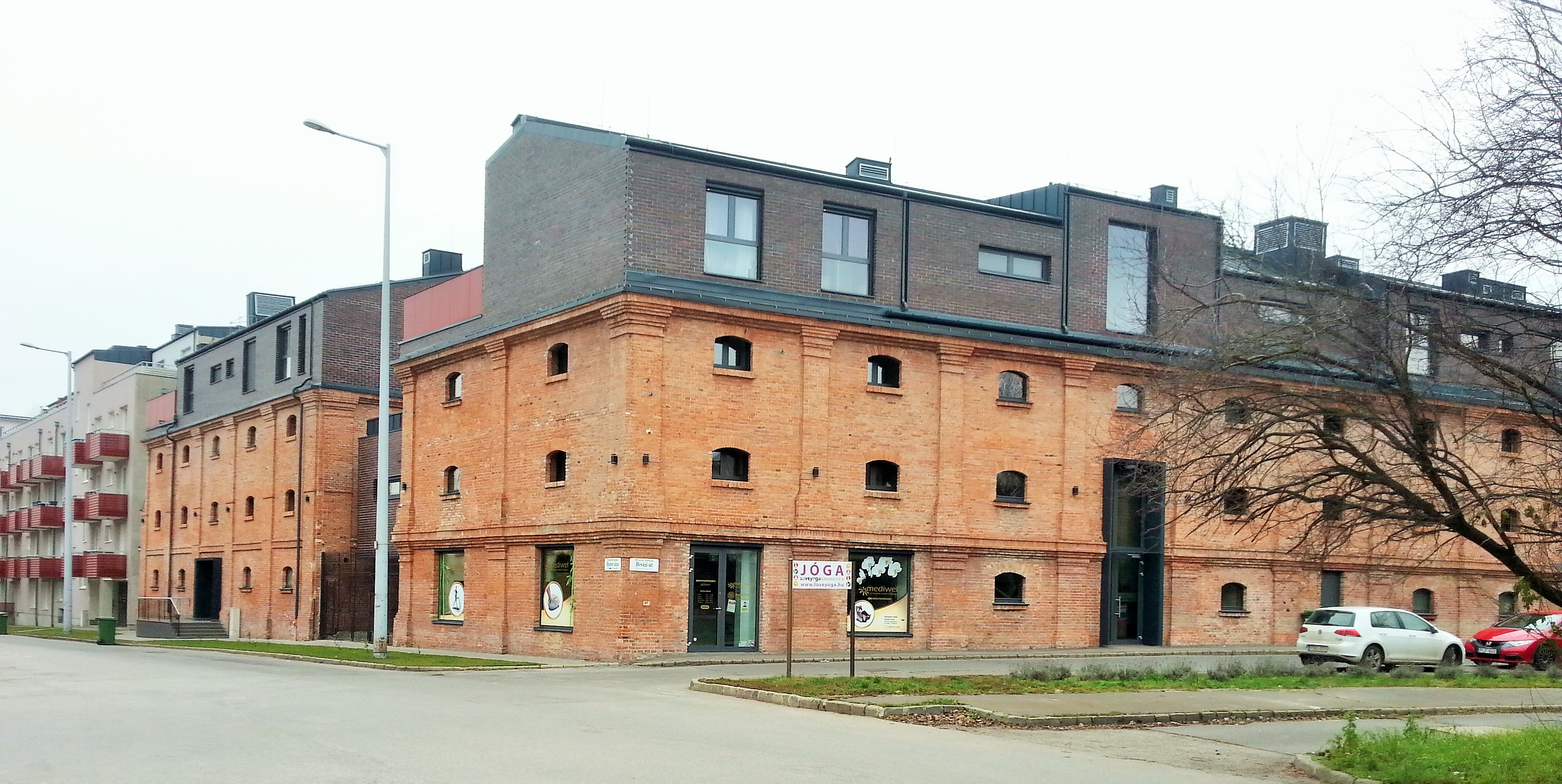
Az Óbudai malom átalakított épülete

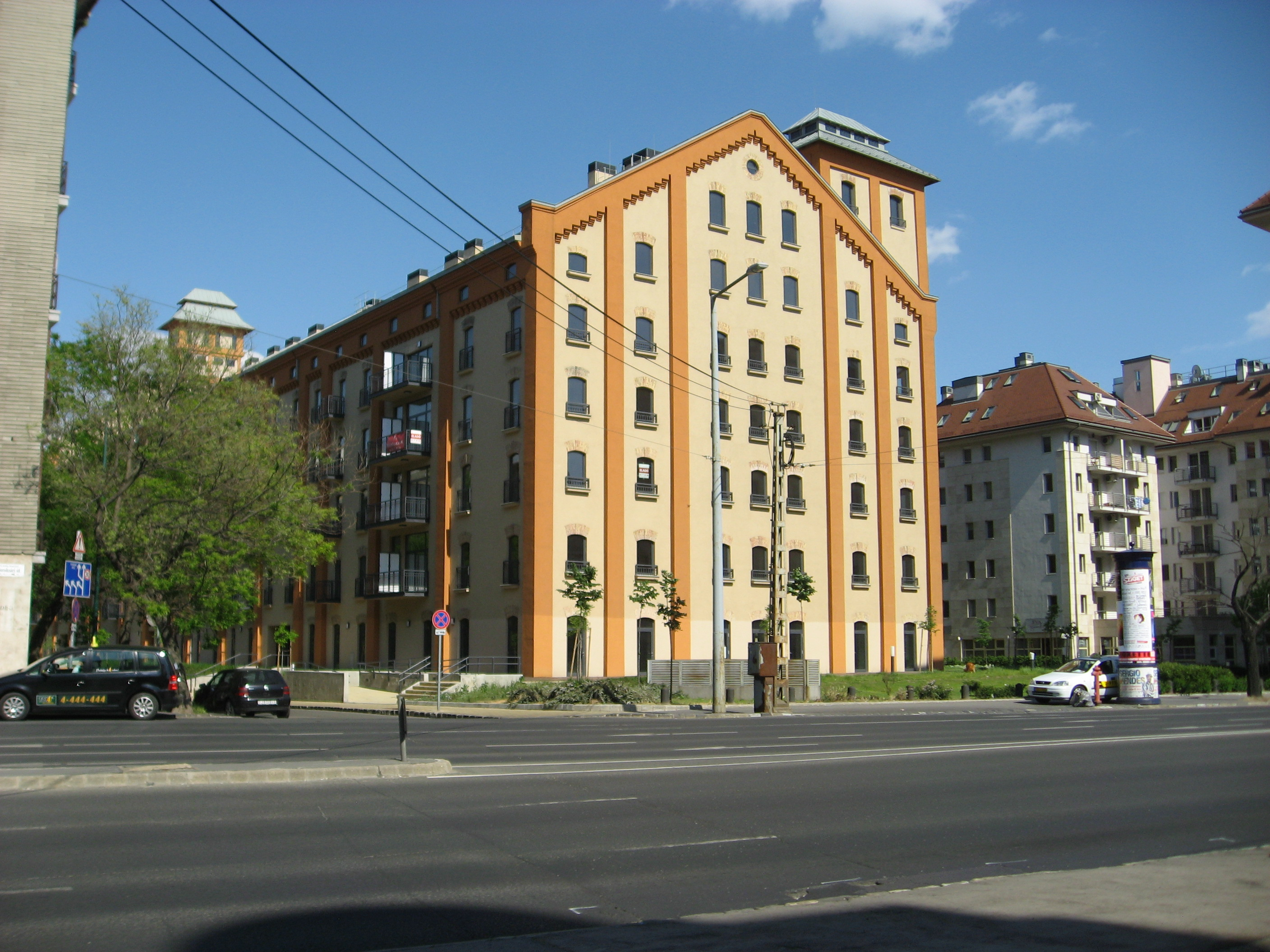
A Gizella malom átalakított épülete

A stílus a 20. század elejéig volt jelen az építészetben, ekkor kezdte átadni helyét az ipari szecessziós stílusnak (pl. Margit-szigeti víztorony). Ugyanebben az időben létezett a két ipari stílus keveréke is, ezt historizáló-szecessziós ipari stílusnak lehet nevezni (pl. Óbudai Gázgyár). Csak ezt követően, az 1920-as évekre terjedtek el a mai értelemben vett teljesen dísztelen üzemi épületek.
A 20. század végén merült fel az igény a régi (nem csak ipari eklektikus) gyárépületek bontása helyet azok megmentésére. Sok így helyreállított és lakóházzá átalakított gyár menekült meg a pusztulástól. Az így továbbélő épületek stílusát loft stílusnak vagy indusztriális stílusnak szokták nevezni.